# 이데 레이코
이데 레이코(일본어: 井出 レイコ, 1978년 8월 29일 ~ )는 일본의 모델이다.